# Maria Kowalska-Wania
Maria Kowalska, później Wania i Suchodolska (ur. 19 maja 1929 w Zakopanem) – narciarka, olimpijka z Oslo 1952 i Cortina d’Ampezzo 1956.
Swoją karierę sportową rozpoczynała od biegów narciarskich – zdobywając tytuł wicemistrzyni Polski w biegu na 10 km w 1951 r. Szybko jednak poświęciła się narciarstwu alpejskiemu. Występowała w barwach klubu Wisła-Gwardia Zakopane w latach 1948-1966.
Była mistrzynią Polski w:
- zjeździe (1954)
- gigancie (1951, 1954-1955)
- slalomie (1950-1951,1955-1956,1964-1965)
- kombinacji (1950,1955,1958,1962)

oraz 8-krotną wicemistrzynią Polski w tych konkurencjach w latach: 1949 (slalom specjalny), 1952 (slalomie gigancie), 1953 (slalomie specjalnym), 1956 (zjeździe i kombinacji), 1958 (zjeździe), 1962 (zjeździe), 1963 (kombinacji).
Uczestniczka mistrzostw świata 1954 roku (29. miejsce w zjeździe, 21. miejsce w slalomie, 23 w gigancie i 25 w kombinacji) i Akademickich mistrzostw świata 1953 (9. miejsce w slalomie i 7 w kombinacji).
Na igrzyskach olimpijskich startowała dwukrotnie w:
- 1952 Oslo
  - zjeździe – 34. miejsce
  - slalomie gigancie – nie ukończyła
  - slalomie specjalnym – 34. miejsce
- 1956 Cortina d’Ampezzo
  - zjeździe – 19. miejsce
  - slalomie gigancie – 20. miejsce
  - slalomie specjalnym – 22. miejsce

## Życie prywatne
Mieszka w Kanadzie w Ontario. Ojciec Henryk Kowalski; matka Michalina Sitarz; brat Aleksander Kowalski ur. 1930, dwukrotnie zamężna - pierwszy mąż Andrzej Wania zawodnik AZS, z którym ma córkę. Drugi mąż Suchodolski jest Kanadyjczykiem polskiego pochodzenia.